# Proact Stadium
Il Proact Stadium è lo stadio di Chesterfield. Attualmente è utilizzato per le partite di calcio in casa del Chesterfield Football Club, squadra di Football League Two. Ha una capienza di 10.500 posti.
Lo stadio è costato £13,000,000 ed è stato realizzato dalla Ward McHugh Associates.
Il Proact Stadium è la sede degli stage dell'Under 19 e dell'Under 21 inglese, inoltre ospita numerosi concerti ed eventi non calcistici.
La denominazione iniziale dello stadio era B2net stadium ma il 13 agosto 2012 in seguito dell'acquisto della B2net da parte dell'azienda svedese Proact il nome è stato cambiato in Proact Stadium.

## Dati tecnici
Lo stadio è stato inaugurato nel 2009 e può contare su una capienza di 10.500 posti a sedere, in parte coperti e così suddiviso:
- West stand = 3.144
- South stand = 2.064
- North stand = 2.088
- East stand = 3.208

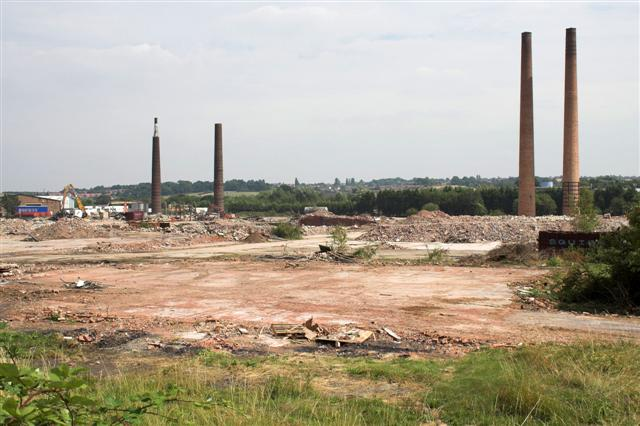
Dema Glassworks prima dell'inizio dei lavori.

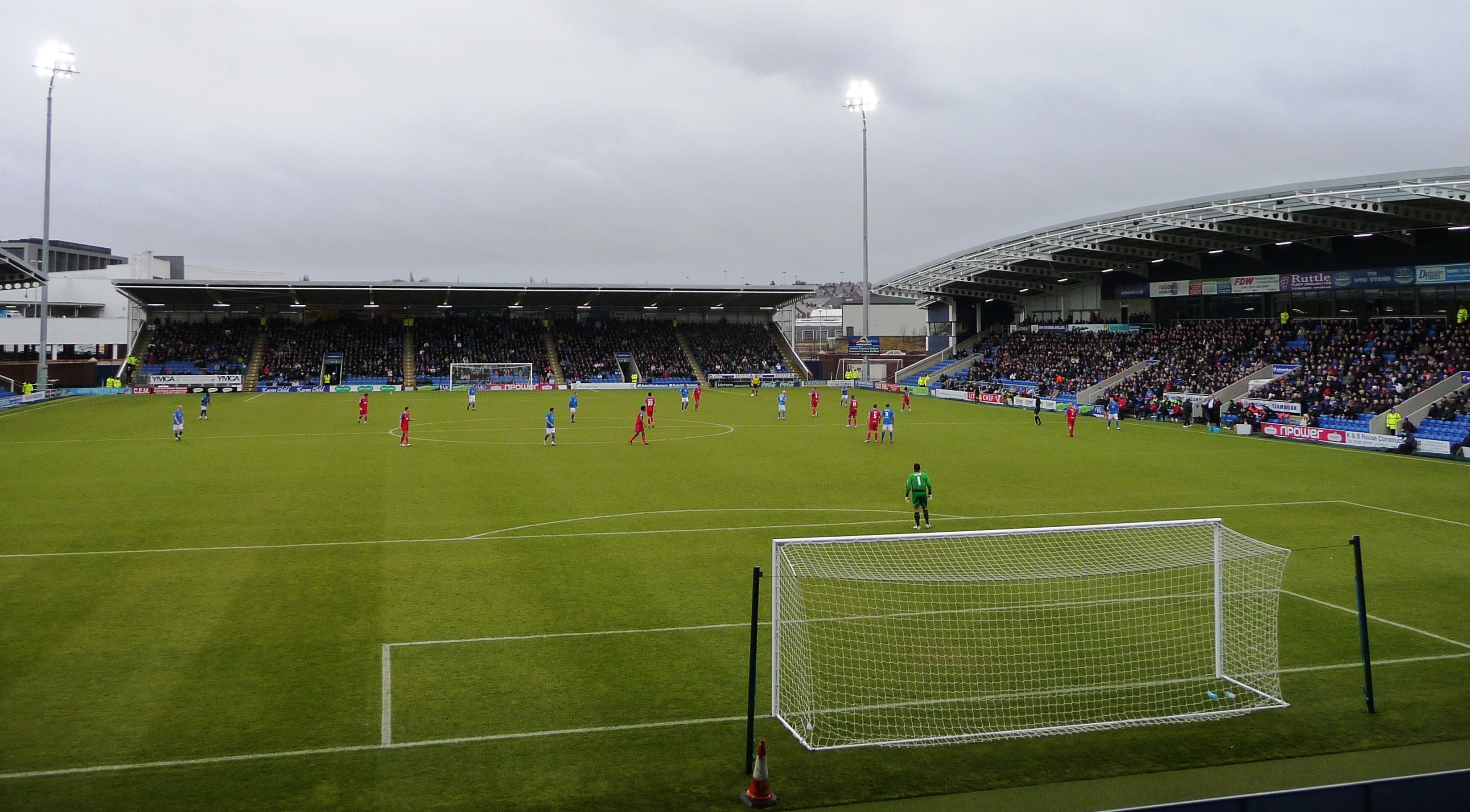
Il South Stand visto dal North Stand

Il campo di gioco è di 100x68m ed è privo della pista d'atletica.

## Episodi rilevanti
Il primo incontro disputato è stata l'amichevole tra Chesterfield e Derby County, disputata il 24 luglio 2010 e terminata 5-4 per il Derby; il primo gol è stato realizzato da Craig Davies del Chesterfield.
La prima gara ufficiale fu invece un incontro di Football League Two tra lo stesso Chesterfield ed il Barnet giocata il 9 agosto dello stesso anno.
Il primo incontro tra selezioni nazionali fu disputata l'8 febbraio 2011: si trattò della partita tra  Inghilterra under 19 e  Germania under 19, vinta da quest'ultima per 1-0.